# Prosperous (album)
Prosperous è il secondo album di Christy Moore, pubblicato dalla Tara Music nel 1972 e prodotto da Bill Leader.

## Tracce
Lato A
1. The Raggle Taggle Gipsies / Tabhair Dom Do Lámh – 4:18 (Brano tradizionale)
2. The Dark Eyed Sailor – 3:54 (Brano tradizionale)
3. I Wish I Was in England – 2:01 (Christy Moore)
4. Lock Hospital – 4:11 (Brano tradizionale)
5. James Connolly – 2:52 (Patrick Glavin)
6. The Hackler from Grouse Hall – 2:26 (Brano tradizionale)

Lato B
1. Tribute to Woody – 2:16 (Bob Dylan)
2. The Ludlow Massacre – 4:09 (Woody Guthrie)
3. A Letter to Syracuse – 2:41 (Dave Cartwright, Bill Caddick)
4. Spancillhill – 4:47 (Brano tradizionale)
5. The Cliffs of Dooneen – 2:57 (Brano tradizionale)
6. Rambling Robin – 2:21 (Brano tradizionale)

## Musicisti
- Christy Moore - voce, chitarre
- Dónal Lunny - chitarre, bouzouki
- Donal Lunny - bottle neck bouzouki (brano : A6)
- Liam O'Flynn - uillean pipes, tin whistle
- Andy Irvine - mandolino, armonica a bocca
- Clive Collins - fiddle
- Dave Bland - concertina
- Kevin Conneff - bodhrán